# Cyrtauchenius terricola
Cyrtauchenius terricola är en spindelart som först beskrevs av Lucas 1846.  Cyrtauchenius terricola ingår i släktet Cyrtauchenius och familjen Cyrtaucheniidae.
Artens utbredningsområde är Algeriet. Inga underarter finns listade i Catalogue of Life.